# Speciale Sanremo 89
Speciale Sanremo 89, indicato in copertina semplicemente come Speciale Sanremo, è un album compilation pubblicato nel febbraio 1989 dall'etichetta discografica CGD.
Si tratta di uno dei due album contenenti brani in gara al Festival di Sanremo 1989, contenente anche canzoni proposte da altri artisti, quali: Charles Aznavour, che era presente alla manifestazione solo come ospite; i Novecento, gruppo preselezionato per gareggiare nella sezione "Emergenti"; Fabio Concato, con un singolo i cui proventi lordi derivanti dalla vendita sarebbero stati interamente devoluti all'organizzazione Telefono Azzurro.
La copertina contiene una fotografia raffigurante due sedie vuote in riva al mare, che ospitano soltanto qualche effetto personale degli ipotetici occupanti. Da notare che in essa vengono citati i nomi di tutti gli artisti presenti con un brano, ma manca ogni riferimento all'anno o al numero ordinale dell'edizione del Festival, che viene indicato, per l'appunto, semplicemente come "Sanremo".

## Tracce
1. Ornella Vanoni - Io come farò
2. Raf - Cosa resterà degli anni '80
3. Sergio Caputo - Rifarsi una vita
4. Aleandro Baldi - E sia così
5. Enzo Jannacci - Se me lo dicevi prima
6. Sharks - Tentazioni
7. Fabio Concato - 051/222525
8. Francesco Salvi - Esatto!
9. Al Bano e Romina Power - Cara terra mia
10. Gigliola Cinquetti - Ciao
11. Novecento - Darei
12. Charles Aznavour - Momenti sì, momenti no
13. Stefano Ruffini - Si chiama Helene
14. Marina Arcangeli - Il poeta
15. Meccano - Le ragazze come me